# Wiesław Motoczyński
Wiesław Motoczyński (ur. 27 marca 1922 w Ostrołęce, zm. 1 stycznia 1996 w Warszawie) – polski trener i działacz piłkarski, selekcjoner reprezentacji Polski.

## Życiorys
Był działaczem Warszawskiego Okręgowego Związku Piłki Nożnej i Polskiego Związku Piłki Nożnej. W latach 1963–1965 piastował funkcję selekcjonera reprezentacji Polski i w tym czasie kierowana przez niego drużyna rozegrała 19 spotkań. W 1986 został wyróżniony tytułem Członka Honorowego PZPN.